# 弗莱劳瑞秀
《弗莱劳瑞秀》（A Bit of Fry and Laurie，ABOFAL）是英国喜剧演员，前剑桥脚灯俱乐部（Cambridge Footlights）的成员史蒂芬·弗莱和休·劳瑞合作的喜剧剧集。该片于1989年到1995年间由BBC1和BBC2播出，一共四个系列共26集，包括1987年的试播的35分钟的第一集。